# Kathleen Partridge
Kathleen Anne Partridge (Armidale, 7 de diciembre de 1963 -  13 de septiembre de 2021) fue una jugadora australiana de hockey sobre césped.

## Trayectoria
Partridge participó en el Mundial de 1986, jugado en Amstelveen. Tuvo su primera participación olímpica en los Juegos Olímpicos de Seúl 1988. En el torneo venció 3 a 2 a Países Bajos en la semifinal, derrotó a Corea del Sur en la final por 2 a 0 y obtuvo la primera medalla de oro para su selección. Con la selección australiana disputó los Juegos Olímpicos de Barcelona 1992. 